# Ancien occitan
L’ancien occitan, aussi connu sous le nom de provençal ancien,, est la langue occitane du Moyen Âge telle qu’elle nous a été transmise par des écrits à partir du XIe siècle jusqu’aux environs de l’année 1500.
À la suite de ce que Pierre Bec appelle « la décadence de la langue », vers le XVe siècle, l’ancien occitan a évolué en moyen occitan ou occitan de transition (XVe – XVIe siècle) puis en occitan moderne (du XVIe au XIXe siècle).
Les textes sont de plusieurs formes et destinations: religieux, administratifs et littéraires et sont souvent appelés scripta.
L’ancien occitan porte néanmoins plusieurs noms mais le plus répandu est au Moyen Âge lemozis, la « langue limousine ».
L'aire linguistique de l'occitan était plus vaste à l'époque médiévale. Au XIe siècle les actuelles Charentes (Angoumois, Aunis et Saintonge) et une partie sud du Poitou étaient occitanophones. Les bordures méridionales de la Savoie, les franges nord de l'Aragon (Cispyrénéen, dialecte disparu) mais aussi du Piémont italien faisaient également partie du domaine occitan.

## Dénomination
La langue est d'abord appelée lingua romana, mais ce terme désigne en fait l'ensemble des langues vulgaires d'Europe méridionale, en opposition au latin qui est la langue des lettrés. Au XIIIe siècle elle reçoit de catalans le nom de lemosi (limousin), et à la même époque, des écrivains italiens la dénomment proensal, ce qui fait référence à la provincia romana (Gaule méridionale sous l'Empire romain). Ce dernier terme connaitra une postérité au XIXe siècle quand les romanistes et philologues le reprendront pour désigner la langue des troubadours sous le terme d'«ancien provençal», non sans introduire une ambiguïté avec le dialecte provençal.
Dante lui donne le nom de lingua d'oco, qui devient en français langue d'oc, en opposition à la langue du si pour l'italien et à la langue d'oil pour le français du Nord.

## Histoire

### Textes les plus anciens
Au XIXe siècle Raynouard considérait, à tort semble-t-il, les Serments de Strasbourg comme le plus ancien document produit en occitan. Cependant, certaines critiques actuelles estiment qu'il s'agit en fait d'un texte dans la langue romane rustique ancêtre de la langue d'oïl,. Deux textes sont considérés comme les plus anciens témoignages en ancien occitan, ce sont La Chanson de sainte Foy d'Agen et le Poème sur Boèce, tous deux datant du XIe siècle. Suivent des chartes conservées dans la région de Toulouse et datant du XIe siècle.

## Grammaire

### Phonétique
La prononciation de l'ancien occitan a été reconstituée en fonction des évolutions ultérieures de la langue,.
Certains le lisent aussi selon les règles de prononciation moderne.
Selon Joseph Anglade, l'ancien occitan se prononçait de la façon suivante:
- Le -a était soit ouvert, soit fermé ;
- Le -e était à la fois ouvert (è) et fermé (é) ;
- Le -o ouvert se prononçait comme en français (port) ou fermé. L'auteur indique qu'à l'époque, le son du -o fermé avait un son très semblable à celui du -ou français et finit par lui ressembler.
- Le -i se prononçait comme en français.
- Le -u se prononçait comme en français, la seule différence étant qu'en tant que diphtongue, il se prononçait -ou comme dans la langue d'oc moderne. Joseph Anglade montre que -áu, -éu, -óu et -íu se prononçaient autrefois en -áou, -éou, -óou et -íou
- Les diphtongues -au, -eu et -ou se prononçaient -áu, -éu et -óu.
- L'ancien occitan connut aussi des triphtongues comme -iei, -ioi, -iau, -ieu et -iou mais aussi plus ponctuellement -uei, -uey, -uoi, etc.
- Le -s était parfois doublé, et on retrouvait parfois ce doublement sur les lettres initiales.

L'auteur rajoute que la grammaire de l'époque souffrait "du caprice des scribes", ce qui réduisait son uniformité.
Wilhelm Meyer-Lübke a émis l'hypothèse que l'ancien provençal possédait la diphtongue uu [yu], ce qui expliquerait le développement méridional du latin pulicem (puce) en piutz/piuze via la palatalisation de *puuce.

### Article
Les articles de l'ancien occitan d'après François Raynouard.
| Français masculin | Ancien Occitan masculin     | Français féminin | Ancien Occitan féminin |
| ----------------- | --------------------------- | ---------------- | ---------------------- |
| Le                | El, Elh, Lo                 | La               | La, Il, Ill, Ilh       |
| Les               | Els, Elhs, Los, Li, Il, Ill | Les              | Las                    |
| Du                | Del, De lo                  | De la            | De la                  |
| Des               | Dels, Des, De los, De li    | Des              | De las                 |
| Au                | Al, El, A lo                | À la             | A la                   |
| Aux               | Als, As, A los, A li        | Aux              | A las                  |

La plupart des voyelles finales ou initiales des articles s'élident.
| Article normal        | Article avec lettre élidée |
| --------------------- | -------------------------- |
| Lo, La                | l'                         |
| El, Elh, Il, Ilh, Ill | 'l, 'lh, 'll               |
| Els, Elhs             | 'ls, 'lhs                  |

Cette façon de faire n'est pas systématique mais elle se rencontre généralement lorsque le deux voyelles se suivent. 

Exemple :
- E la valor, e 'l prez, e ill cortesia. (Gaucelm Faidit : Tot atressi)
- Com fa la fuelha contra 'l ven. (Bernard de Ventadour : Non es meraveilla)
- Si sen d'amor las trebalhas ni 'ls maus. (Arnaud de Marueil : La Cortezia)

### Pronom

#### Pronom personnel
Les pronoms personnels de l'ancien occitan d'après François Raynouard.
| Français singulier | Ancien Occitan singulier                                                   | Français pluriel | Ancien Occitan pluriel               |
| ------------------ | -------------------------------------------------------------------------- | ---------------- | ------------------------------------ |
| Je, Moi            | Ieu, Eu, Me, Mi                                                            | Nous             | Nos                                  |
| Moi                | Me, Mi                                                                     | Nous             | Nos                                  |
| De moi             | De me, De mi                                                               | De nous          | De nos                               |
| À moi              | A me, A mi, Me, Mi                                                         | À nous           | A nos                                |
| Toi                | Tu                                                                         | Vous             | Vos                                  |
| Toi                | Tu, Te, Ti                                                                 | Vous             | Vos                                  |
| De toi             | De tu, De te, De ti                                                        | de Vous          | De vos                               |
| À toi              | A tu, A te, A ti, Te, Ti                                                   | À vous           | A vos, Vos                           |
| Il                 | El, Elh, Il                                                                | Eux, Ils         | Els, Elhs, Il, Ill, Ilh              |
| Le, Lui            | El, Elh, Lo, Lui                                                           | Eux, Les         | Els, Elhs, Los, Li,                  |
| De lui             | D'el, D'elh, De lo, De li, De lui                                          | D'eux            | D'els, D'elhs, De lor                |
| À lui, Lui         | A el, A elh, Li, Lui, A li, A lui, Il, Ilh                                 | À eux, Leur      | Els, A els, A elhs, A li, A lor, Lor |
| Elle               | Ela, Elha, Ella, Il, Lei, Leys                                             | Elles            | Elas, Elhas, Ellas                   |
| La, Elle           | La, Lei, Leis, Lieys                                                       | Les              | Las                                  |
| D'elle             | D'ela, D'elha, D'ella, De li, De lei, D'ellei, De leys, D'elleis, De lieys | D'elles          | De las, De lor                       |
| À elle             | A ella, A li, A lei, A leys                                                | À elles, Leur    | A ellas, A lor, Lor                  |

## Lexique
La seule présentation du vocabulaire de l'ancien occitan qui se veuille exhaustive remonte à la première moitié du XIXe siècle : c'est entre 1836 et 1845 que paraît le Lexique roman de François Raynouard (en 6 volumes). Au début du siècle suivant, Emil Levy y adjoint son Provenzalisches Supplementwörterbuch (en 8 volumes, 1894-1924). Un projet de Dictionnaire de l'occitan médiéval a été lancé à Munich depuis 1997.